# PISA (istraživanja)
PISA (Programme for International Student Assessment) najveće je svjetsko istraživanje u obrazovanju koje provodi Organizacija za ekonomsku suradnju i razvoj (OECD) od 2000. godine s ciljem prikupljanja usporedivih podataka o učinkovitosti i pravednosti obrazovnih sustava kroz ispitivanje ključnih znanja i kompetencija petnaestogodišnjih učenika u trima ključnim područjima: čitalačkoj, matematičkoj i prirodoslovnoj pismenosti. Glavni cilj PISA istraživanja jest ispitati u kojoj mjeri obrazovni sustav pojedine zemlje uspijeva osigurati svojim učenicima stjecanje ključnih kompetencija i želju za daljnjim učenjem. Cilj nije ispitati koliko dobro učenici mogu reproducirati naučena znanja, već koliko dobro mogu primjenjivati usvojena znanja i kompetencije u novim situacijama i nepoznatim okruženjima, u školi i izvan nje. 
U PISA istraživanjima sudjeluje više od 85 zemalja. Rezultate i pokazatelje prikupljene PISA istraživanjima zemlje sudionice koriste prilikom donošenja političkih odluka s ciljem unapređivanja kvalitete, učinkovitosti i pravednosti svojih obrazovnih sustava.  

## PISA ciklusi
PISA istraživanja provode se u trogodišnjim ciklusima, a svaki ciklus istraživanja dobiva ime po godini kada se probodi glavno ispitivanje. Do sada je provedeno sedam ciklusa istraživanja (PISA 2000, PISA 2003, PISA 2006, PISA 2009, PISA 2012, PISA 2015, PISA 2018), a trenutno je u tijeku osmi ciklus istraživanja (PISA 2022). U svakom ciklusu istraživanja naglasak je na jednoj pismenosti (čitalačka, matematička ili prirodoslovna pismenost), dok su su druge dvije pismenosti sporedna ispitna područja, odnosno ispituju se manjim brojem zadataka. Osim čitalačke, matematičke i prirodoslovne pismenosti, u svakom ciklusu ispituju se i dodatna, inovativna područja poput kompetencije rješavanja problema, financijske pismenosti, kreativnog mišljenja itd.
PISA istraživanjima prikupljaju se tri vrste podataka: 1) podaci o znanjima i kompetencijama učenika prikupljaju se putem testa za učenike; 2) kontekstualni pokazatelji koji pokazuju kakva je veza između postignuća i demografskih, socijalnih, ekonomskih i obrazovnih varijabli prikupljaju se putem upitnika za učenike, škole, nastavnike i roditelje; te 3) indikatori trenda koji pokazuju promjene u razinama i distribucijama postignuća učenika tijekom vremena.

## PISA istraživanja u Hrvatskoj
Republika Hrvatska priključila se PISA istraživanjima 2004. godine i do sada je sudjelovala u šest ciklusa istraživanja (PISA 2006, PISA 2009, PISA 2012, PISA 2015, PISA 2018 i PISA 2022). Na nacionalnoj razini, PISA istraživanja provodi Nacionalni centar za vanjsko vrednovanje obrazovanja.
Godine 2021. u Nacionalnoj razvojnoj strategiji Republike Hrvatske do 2030. godine postavljen je cilj da bi do 2030. godine hrvatski učenici trebali ostvariti rezultat u PISA istraživanju koji je u prosjeku zemalja OECD-a (strateški cilj 2. Obrazovani i zaposleni ljudi). PISA istraživanje tako je postalo pokazatelj uspješnosti u ostvarivanju navedenog cilja.

## PISA rezultati
Učenici u Hrvatskoj do sada su u svim ciklusima istraživanja ostvarili ispodprosječne rezultate u svim trima pismenostima. Rezultati posljednjeg ciklusa istraživanja PISA 2018 objavljeni su 3. prosinca 2019. godine.

## Vanjske poveznice
- Službene stranice PISA istraživanja u Hrvatskoj
- Službene stranice OECD-ova istraživanja PISA
- PISA 2018: nacionalni izvještaj - čitalačka, matematička i prirodoslovna pismenost